# Poecilosomella pappi
Poecilosomella pappi är en tvåvingeart som beskrevs av Hayashi 1997. Poecilosomella pappi ingår i släktet Poecilosomella och familjen hoppflugor.
Artens utbredningsområde är Sri Lanka. Inga underarter finns listade i Catalogue of Life.